# Прямая фотография
Прямая фотография или непосредственная фотография — направление в фотоискусстве, основанное на отображении окружающей действительности в реалистической документальной манере, и настолько объективно, насколько позволяют технические средства. При этом отвергаются какие-либо трансформации изображения как при съёмке, так и при постобработке.

## Художественные особенности
Для прямой фотографии характерны подробная детализация изображения и реалистичное отображение полутонов и цветовых оттенков. Для создания образности прямая фотография предусматривает работу с освещением, выразительное кадрирование и другие приёмы, не требующие изменения оптического рисунка. Этот принцип отличает её от пикториализма, основанного на трансформации изображения специальными техниками фотопечати, ретушью, а в некоторых случаях применением мягкорисующей оптики и других приёмов. Термин «прямая фотография» впервые использован в начале 1904 года Гартманном Садакити, а затем поддержан Альфредом Стиглицем. 
Основателем эстетики прямой фотографии считается Пол Стренд. Прямая фотография была частью стратегии Нового ви́дения. Наиболее характерным примером представителей течения можно считать кружок известных фотографов под названием «Группа f/64», который был основан в 1932 году. В него входили Ансел Адамс, Имоджен Каннингем, Эдвард Уэстон и другие. Название группы стало своеобразным техническим манифестом, призывающим к съёмке с большой глубиной резкости, для чего в крупноформатных фотоаппаратах тех лет требовалось минимальное относительное отверстие f/64. Подобный приём был наиболее характерным для принципов прямой фотографии, предусматривающей максимальную объективность отображения и отказ от «художественной доработки» реальности.